# Линия Икэгами (Токю)

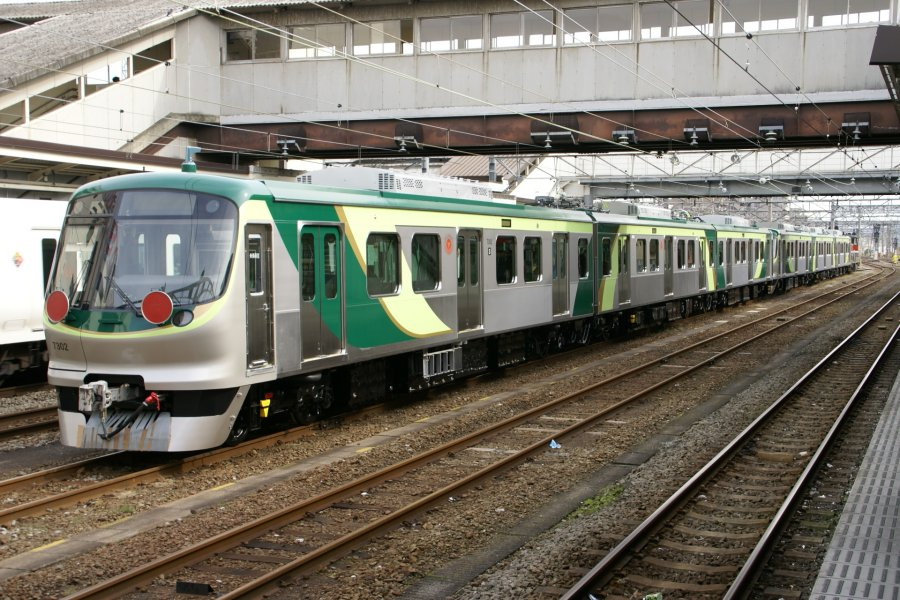
Состав серии 7000

Линия Икэгами (яп. 東急池上線 то:кю: икэгами сэн) — железнодорожная линия частного японского железнодорожного оператора Tokyu Corporation. Линия протянулась на 10,9 километра от станции Готанда расположенной в специальном районе Синагава до станции Камата в специальном районе Ота в Токио. На всех станциях линии установлен неподвижный барьер (на станциях Готанда и Камата, так же установлены автоматические платформенные ворота).

## История
Линия была открыта 6-го октября 1922 года на первом участке от станции Камата до станции Икэгами. В течение последующих нескольких лет линия была доведена до станции Готада, которая была открыта 17-го июня 1928 года. после закрытия нескольких станций и переименования других, в текущем на 2012 год виде линия была оформлена 1953 году. В 1957 году, подводимое напряжение на линии было изменено с 600В до 1500В. В 2007 году на линии появились новые составы серии 7000, 19 таких составов было поставлено на линию до 2011 года.

## Станции
| Станция         | Расстояние | Пересадки                               | Расположение |
| --------------- | ---------- | --------------------------------------- | ------------ |
| Готанда         | 0.0        | Линия Яманотэ Линия Асакуса             | Синагава     |
| Осаки-Хирокодзи | 0.3        |                                         | Синагава     |
| Тогоси-Гиндза   | 1.4        |                                         | Синагава     |
| Эбара-Наканобу  | 2.2        |                                         | Синагава     |
| Хатанодай       | 3.1        | Линия Оимати                            | Синагава     |
| Нагахара        | 3.7        |                                         | Ота          |
| Сэндзоку-Икэ    | 4.3        |                                         | Ота          |
| Ishikawadai     | 4.9        |                                         | Ота          |
| Юкигая-Оцука    | 5.6        |                                         | Ота          |
| Онтакэсан       | 6.4        |                                         | Ота          |
| Кугахара        | 7.1        |                                         | Ота          |
| Тидоритё        | 8.0        |                                         | Ота          |
| Икэгами         | 9.1        |                                         | Ота          |
| Хасунума        | 10.1       |                                         | Ота          |
| Камата          | 10.9       | Линия Кэйхин-Тохоку Линия Токю-Тамагава | Ота          |

## Подвижной состав
- Серия 1000 3-вагонные составы (с 1990)
- Серия 7000 3-вагонные составы (с 2007)
- Серия 7600 3-вагонные составы (с 1986)
- Серия 7700 3-вагонные составы